# 왕종굉
왕종굉(王宗宏, ? ~ ?)은 오대 십국 시대 전촉의 군인으로, 초대 황제 왕건(고조)의 양자이다. 관작과 출생지에 대해서는 역사서의 기록이 실전(失傳)되어 알 수 없다.

## 행적
천한 원년(917년), 전촉의 황제 왕건은 기나라를 겨냥하여 공격적인 군사행동을 전개하였다. 그해 7월 3일(경술일)(917년 7월 24일), 왕종굉은 동북면(東北面) 제2초토에 임명되어, 같은날 서북면(西北面) 제1초토에 임명된 상홍지 및 7월 12일(기미일)(917년 8월 2일)에 동북면 도초토(都招討)에 임명된 겸(兼)중서령(中書令) 왕종간과 서북면 도초토에 임명된 무신군(武信軍, 본부는 지금의 사천성 수녕시에 두었다)절도사 유지준 등과 함께 기나라 정벌에 나섰다.
이후의 사적은 역사서의 기록에서 누락되어, 어떻게 되었는지 알 수 없다.

### 참조주
1. 1 2 3  오임신(吳任臣), 《십국춘추》 권37 전촉5 열전
2. 1 2  중앙연구원 음양력 변환기
3. ↑  오임신(吳任臣), 《십국춘추》 권36 전촉2 고조본기 下
4. ↑  사마광, 《자치통감》, 권270 후량기(後梁紀)5
5. ↑  호삼성, 《자치통감음주》, 권270 후량기(後梁紀)5
6. ↑  엄연(嚴衍), 《자치통감보(資治通鑑補)》 권270 후열국기5 후량 정명 3년(정축, 917), 광서 2년(1876) 상주 사보루(思補樓) 교정인쇄본 《자치통감보》(142), 1/85.
7. ↑  (대만) 백양 역 (1993년 7월). 〈천리백골(千里白骨)〉. 《현대어문판 자치통감》 (중국어) 67 1판. 북경: 중국우의출판공사(中國友誼出版公司). 8쪽. ISBN 7-5057-0502-4.